# دوبچ
دوبتش (به چکی: Dubeč) یک منطقهٔ مسکونی در جمهوری چک است که در پراگ واقع شده‌است. دوبتش ۲٬۹۷۱ نفر جمعیت دارد.